# FlyLAL Charters Estonia
FlyLAL Charters Estonia war eine estnische Tochtergesellschaft der gleichnamigen litauischen Charterfluggesellschaft FlyLAL Charters. Sie wurde im Jahr 2009 gegründet und übernahm im April desselben Jahres ihre erste Maschine. Im Zuge der Neuausrichtung der FlyLAL im Juli 2010 wurde die Gesellschaft in Small Planet Airlines Estonia umbenannt.

## Flotte
FlyLAL Charters Estonia betrieb drei 1990 und 1991 gebaute Boeing 737-300 mit den Kennzeichen ES-LSA, ES-LSC und ES-LSD, jedoch nie mehr als eine Maschine gleichzeitig. Die dritte Maschine mit dem Kennzeichen ES-LSD ging an die Nachfolgegesellschaft über.